# Pedro Álvares Cabral
Pedro Álvares Cabral, född 1467 eller 1468 i Belmonte i Castelo Branco, död omkring 1520 i Santarém, var en portugisisk sjöfarare.
Cabral ledde Portugals andra expedition till Indien med Bartolomeu Dias som biträdande befälhavare. Deras expedition var till skillnad från Vasco da Gamas första expedition stödd även av privata finansiärer. Den största finansiären var Bartolomeio Marchioni, en skeppsredare från Florens. Befälhavarens och besättningens ekonomiska ersättning för expeditionen var bestämd på förhand.
Cabral avseglade från Portugal 9 mars 1500 med 13 fartyg och 1 200 män i besättning och trupper. Seglatsen gick först över till Brasilien, för att man sedan skulle kunna dra nytta av västliga vindar. Vid ankomsten till Brasilien gjorde Cabral för Portugals räkning anspråk på detta territorium.
Vid passagen förbi Godahoppsudden förlorade man sedan fyra av skeppen, bland annat det skepp som Dias varit ombord på. Man nådde fram till hamnstaden Kilwa i nuvarande Tanzania i slutet av juli och slutligen Calicut 13 september 1500.
Väl i Indien råkade Cabral ut för kulturella problem. De tolkar som han engagerade vid framkomsten visade sig vara lågkastiga, vilket förolämpade handelsmännen i Calicut. Efter tio veckor hade Cabral bara lyckats lasta två av sina fartyg med kryddor. Det hela slutade med att Cabral sjanghajade ett arabiskt handelsfartyg, sänkte ett antal andra skepp och började bombardera staden med sitt fartygsartilleri. Cabral seglade vidare till Cochin, där affärerna gick bättre för honom. Innan hemfärden anträddes besökte man också Cannanore. 
Endast 5 av de 13 fartygen kom tillbaka till Portugal, men resan blev ändå en ekonomisk framgång, tack vare lasten med kryddor.